# Кулак, Поль
Поль Кула́к (фр. Paul Koulak; настоящая фамилия Кулаксезя́н, арм. Պոլ Կուլակսեզյան; 27 марта 1943, Сен-Шамон, Франция — 28 июня 2021, Париж, Франция) — французский композитор армянского происхождения, автор более 200 музыкальных композиций для телеигры «Форт Боярд». Наибольшую известность получил как автор музыки для телевизионных программ и мультфильмов.

## Биография
Родился в г. Сен-Шамон (департамент Луара) в армянской семье. Брат известного французского актёра Пьера Кулака (Кулаксезяна). Окончил Нормальную школу музыки и Парижскую консерваторию. Лауреат Yamaha Music Festival (Токио) и Премии Рауля Бретона (1972). В 1973 году песня на музыку Поля Кулака «Без тебя» (фр. Sans toi) в исполнении Мартин Клемансо прозвучала на конкурсе песни «Евровидение». Скончался после продолжительной болезни 28 июня 2021 года в Париже.

## Избранная фильмография
1. 1985 — Клементина / Clémentine (мультфильм)
2. 1986 — Остров сокровищ / L'Île au Trésors (мультфильм)
3. 1988 — Операция «Моцарт» / Opération Mozart (сериал)
4. 1990—2013 — Форт Боярд / Fort Boyard (телевизионное шоу)
5. 1992 — Тайны Ксапатана / La Piste de Xapatan (телевизионное шоу)